# Ku’dorf (Diskothek)

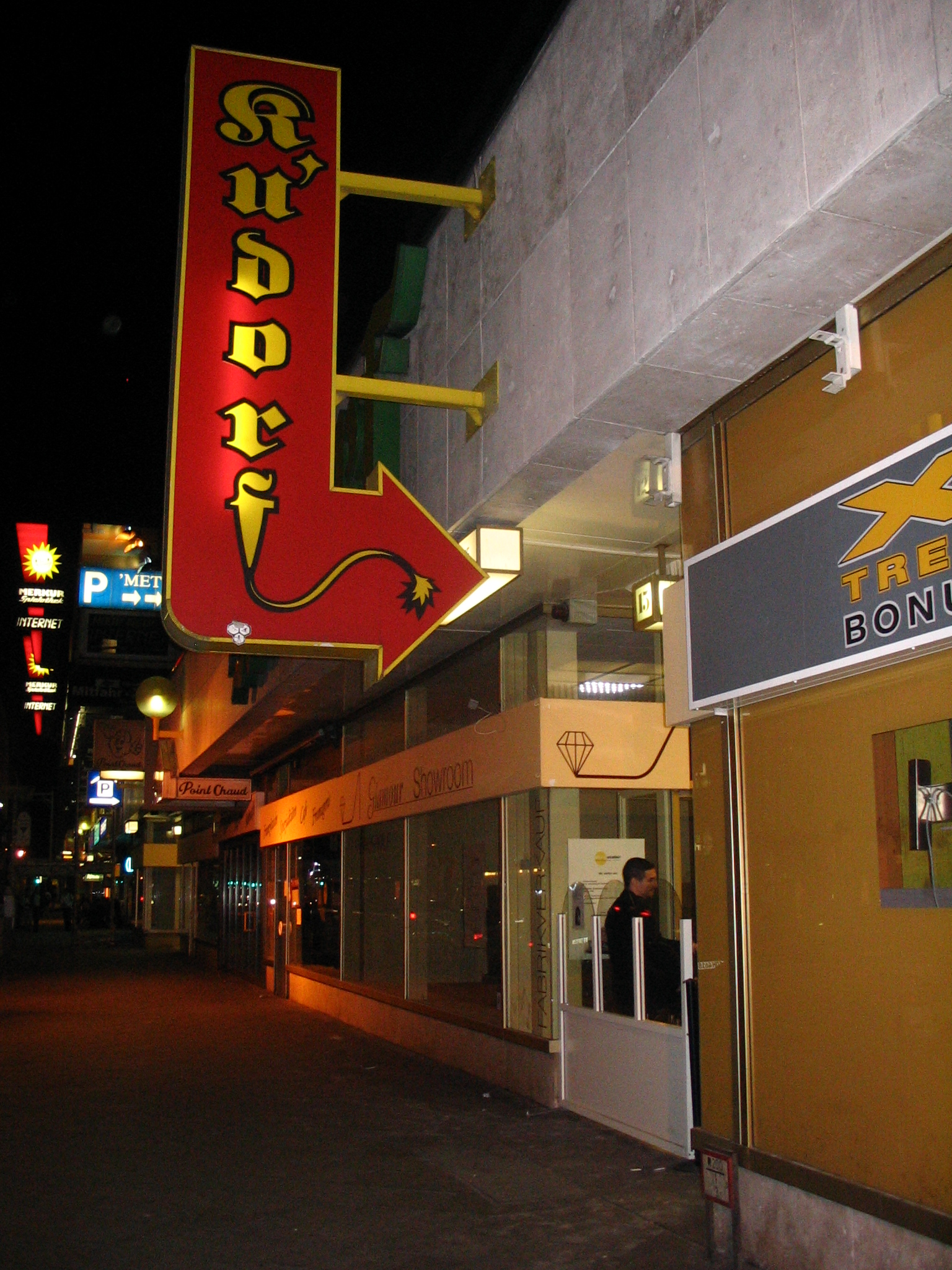
Eingang zum Ku’dorf im Jahr 2006

Das Ku’dorf (später modernisiert zu Q-Dorf, Q-Berlin) war eine Großraumdiskothek und über Jahrzehnte hinweg die größte und älteste Diskothek in Berlin. Der ursprüngliche Name Ku’dorf leitet sich von dem nahegelegenen Kurfürstendamm (umgangssprachlich: Ku’damm) ab. Die Diskothek befand sich in der Joachimsthaler Straße 15 im Ortsteil Charlottenburg.

## Geschichte und Veranstaltungsort

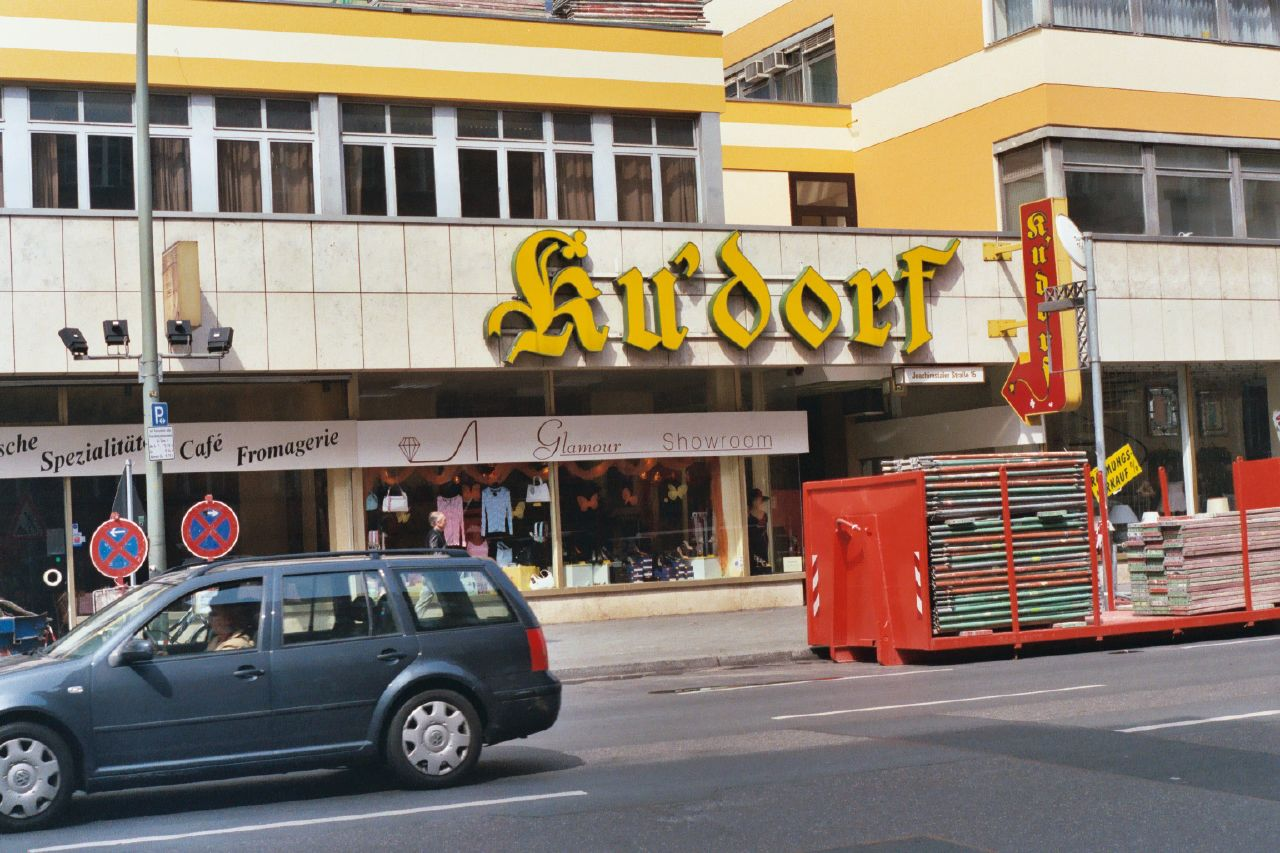
Das Ku’dorf im Jahr 2005

Das Ku’dorf wurde am 27. November 1975 als Deutschlands erstes „Bierdorf“ gegründet. Nach Maueröffnung war der im ehemaligen West-Berlin etablierte Club vor neue Erwartungen des Publikums gestellt. So entwickelte sich aus dem Bierdorf schnell eine „Erlebnis-Diskothek“. Anders als zahlreiche andere Clubs in der City West schaffte es das Ku’dorf, durch kontinuierliche Anpassungen eine feste Größe im Berliner Nachtleben zu bleiben.
Die 2000 m² große Diskothek bestand aus vier Tanzflächen und 18 kleinen Kneipen bzw. Sektionen, die verschiedene Themenwelten wie bayerische Wirtshäuser, Dschungelhöhlen oder Partykeller in der Provinz darstellten. Weiter gab es einen Brunnenplatz, einen Jazzclub und eine Weinstube mit Livemusik. Der „Jo 15“ genannte Gesamtkomplex, der neben dem Ku’dorf später auch Ableger wie den Club Maxxim und die Bar Nicos umfasste, wurde von 200 Mitarbeitern bewirtschaftet und zog an fünf Tagen der Woche zwischen 6.000 und 10.000 Gäste, davon viele Touristen, an.
Zum vom Ku’dorf verfolgten Konzept der Erlebnisgastronomie gehörte, dass in der Diskothek nach Mitternacht ausgefallene Bühnenshows mit Striptease-Tänzerinnen dargeboten wurden. Zum Unterhaltungsprogramm gehörten auch Liveauftritte von Unterhaltungskünstlern wie Mickie Krause sowie Go-go-Girls und verkleidete Animateure.
Neben skandalträchtigen Striptease-Shows und Schlägereien brachten auch Alkoholexzesse die Diskothek wiederholt in die Schlagzeilen. Um dem übermäßigen Alkoholkonsum der meist jugendlichen Gäste entgegenzuwirken, bekamen alle Gäste am Einlass verschiedenfarbige Armbänder, womit sichergestellt werden sollte, dass Minderjährigen keine hochprozentigen Alkoholika ausgehändigt wurden. Bekannt war das Q-Dorf auch für die sogenannte "Promille-Polizei", junge Frauen in Dienstuniform, welche mit einem Alkoholtestgerät gegen Gebühr den Alkoholspiegel der Gäste bestimmten.
Im Jahr 2012 wurde der Nachtclub in Q-Berlin umbenannt, wodurch man sich einen Verjüngungseffekt erhoffte. Diese letzte Umbenennung konnte sich jedoch nicht durchsetzen, von vielen Gästen wurde die Diskothek weiterhin „das Dorf“ genannt.
Ende 2015 schloss das Q-Dorf, vom ehemaligen Gesamtkomplex "Jo 15" wird seitdem nur noch der Ableger Maxxim Club Berlin bewirtschaftet.